# 유전자 복제수 변이
유전자 복제수 변이 (Copy-number variation, CNV)는 인간 유전체의 개인별 변이에서 구조 변이에 해당하는 유전적 변화이다. 통상적으로 2n의 형태로 존재하는 일반적인 서열들과는 달리 결실(0n, 1n 상태), 증폭(3n 이상의 상태)되는 등 인간의 표준 참조 게놈 (Reference Genome)와 비교해 반복되는 서열의 숫자의 차이를 보이는 1kb 이상의 DNA 조각을 주로 의미하며, 평균 크기는 29kb에서 523kb 정도로 예상된다고 한다. 2004년 경 과학자들에 의해 처음으로 주목받기 시작하였다.
인간에게 있어서 유전자 복제수 변이는 유전되어 발생하거나 DNA의 신생합성(de novo synthesis)과정에서 돌연변이가 일어나 발생하게 된다. 신생합성 과정에서 유전자 복제수 변이가 발생하는 경우 복제분기점 (replication fork)에서 DNA주형의 잘못된 이동에 의해 발생하는 등 주로 복제 과정에서의 실수에 의해 일어나게 된다. 이외에도 결실, 중복, 전좌, 역위등에 의해 발생할 수 있다. 최근 연구에 의하면 한국인을 포함하는 북방계 아시아인에서 유전자 복제수 변이는 전체 게놈의 약 0.4%에 해당하는 1200만 염기쌍 정도 포함되어 있다고 보고되었다.

## 질병과의 관계
유전학의 발전과 함께 분자의학이 각광받기 시작함에 따라 유전자 복제수 변이와 형질(Phenotype)간의 관계 역시 주목받고 있다. 표준 참조 게놈(Reference Genome)을 밝힌 인간 게놈 프로젝트 이후 개인별 유전체 분석이 새로운 화두로 떠오르기 시작하면서 유전자 복제수 변이가 특정 질병들과 관련 있을 것이라는 가정 하에 다양한 연구가 진행 중이다. 특히 개인의 유전자 서열 분석과 관련하여 유전자 복제수 변이의 지도(CNV map)을 만드려는 시도가 계속되고 있다.
이와 관련되어 최근 연구 중 주의력결핍 과다행동장애(ADHD)가 환경적인 영향뿐만 아니라 유전자 복제수 변이의 차이에 의해서도 발병할 수 있다는 결과가 보고되었다. 실제로 신경발달학적인 장애의 유전적인 요인 중 유전자 복제수 변이가 중요한 요소로 작용한다는 근거가 제시되고 있는 등 질병과의 관계가 활발히 연구되는 중이다.

## 같이 보기
- 단일염기 다형성
- 집단유전학
- 현대 진화 이론